# МГ 3
МГ 3 је немачки митраљез калибра 7,62x51mmm, развијен током Хладног рата на основи митраљеза МГ 42. У наоружање западнонемачког Бундесвера је уведен крајем 1950-их, а тренутно се користи и у бројним другим војскама.
Производила га је фирма Рајнметал, а ван граница Немачке се по лиценци производи још и у Грчкој, Турској, Ирану, Пакистану, Италији и Аустрији.